# Calle París
Calle París, bildat 2008 i Madrid, är en spansk musikgrupp som består av de två medlemmarna Patricia och Paul.

## Karriär
Duon släppte sitt debutalbum Palabras secretas den 2 december 2008. Från albumet kom deras debutsingel "Te esperaré" som än idag är deras mest kända låt. Den tillhörande musikvideon hade fler än 1,1 miljoner visningar på Youtube i mars 2013. Ytterligare två låtar från albumet gavs ut som singlar under 2009. Den 27 februari 2012 släppte gruppen ett album på nytt, en EP-skiva med namnet Huracán. Två nya singlar gavs ut från skivan under 2012.

## Medlemmar
- Patricia – Sångerska, Textförfattare
- Paul – Gitarrist, Kompositör

## Diskografi

### Studioalbum
- 2008 – Palabras secretas

### EP-skivor
- 2012 – Huracán

### Singlar
- 2008 – "Te esperaré"
- 2009 – "Tú, sólo tú"
- 2009 – "Tienes que hacerlo por ti"
- 2012 – "Polvo de estrellas"
- 2012 – "Quedará"